# Debris
Debris es una serie de televisión estadounidense de ciencia ficción y drama sobrenatural, creada, escrita y coproducida por J.H. Wyman, que se estrenó en NBC el 1 de marzo de 2021. El 27 de mayo de 2021, la serie fue cancelada tras una temporada.

## Sinopsis
La serie sigue las vidas de dos agentes de dos continentes diferentes, y dos mentalidades distintas, que deben trabajar juntos como un equipo cuando los restos de una nave espacial alienígena destruida tienen efectos misteriosos en la humanidad.

## Elenco y personajes

### Principales
- Riann Steele como Finola Jones: Una agente del MI6.
- Jonathan Tucker como Bryan Beneventi: Un agente de la CIA.
- Norbert Leo Butz como Craig Maddox: Un agente de la CIA y un controlador de Beneventi.
- Scroobius Pip como Anson Ash: Un miembro de Influx, un grupo extremista que pretende utilizar los restos para fines desconocidos.

### Recurrentes
- Anjali Jay como Priya Ferris: La controladora del MI6 de Jones.
- Gabrielle Ryan como Dee Dee: La hermana menor de Jones.
- Sebastian Roché como Brill: Otro agente del MI6.

## Episodios
| N.º | Título                          | Dirigido por      | Escrito por                            | Fecha de emisión original | Audiencia (millones) |
| --- | ------------------------------- | ----------------- | -------------------------------------- | ------------------------- | -------------------- |
| 1 | «Pilot»                         | Brad Anderson     | J. H. Wyman                            | 1 de marzo de 2021        | 4,37                 |
| Varios meses después de que los «escombros», los restos de una nave espacial extraterrestre, se estrellen en la Tierra, el oficial de la CIA Bryan Beneventi y la agente del MI6 Finola Jones lideran un grupo de trabajo encargado de identificar, localizar y recuperar los escombros antes de que caigan en las manos equivocadas. Después de que dos hombres que compran ilegalmente un trozo de escombro en un hotel escapen por poco de la captura (aunque uno de ellos aparece más tarde atrapado en un pilar de hormigón), Bryan y Finola son redirigidos a Wichita (Kansas) para investigar a varias personas desaparecidas vinculadas a un gran trozo de escombro. Finola sucumbe a la influencia de los escombros, que se manifiestan como el hijo fallecido de una madre afligida; los escombros sintieron su dolor y ahora intentan mantenerse alimentándose de la energía vital de varios hombres y mujeres que cree que son sus «padres». Bryan encuentra a la hermana del niño y la convence de que hable con su madre en coma. Cuando la chica le ruega a su madre que acepte la muerte de su hermano, el chico desaparece y Finola y las demás víctimas vuelven a la normalidad. En el vuelo de regreso, Bryan es contactado por su controlador, que le pide que guarde un secreto a su compañero: El padre de Finola, el astrofísico George Jones, que se creía muerto, está vivo. |                                 |                   |                                        |                           |                      |
| 2 | «You Are Not Alone»             | Padraic McKinley  | J. H. Wyman                            | 8 de marzo de 2021        | 3,36                 |
| El equipo es llamado para investigar un anillo de objetos metálicos que forman una barrera alrededor del pueblo de Fleetwood (Pensilvania). Al tratar de localizar un trozo de escombro, encuentran múltiples copias de un hombre llamado Eric que luchan con amnesia y finalmente mueren. Utilizando el epicentro del anillo, localizan la casa de Eric y descubren que un trozo de escombro le había golpeado, creando las copias para intentar localizar lo que más valora mientras se forma la barrera para mantener a los demás fuera. Los escombros comienzan a clonar a Bryan, obligándole a disparar a su propio clon. Finola descubre que el Eric original probablemente llegó a su coche antes de desmayarse, que había sido arrastrado hasta la barrera; también descubre que Eric acababa de conseguir un trabajo en San Francisco (California) y había roto con su novia. Mientras el resto del equipo cierra los escombros para contenerlos, Bryan y Finola corren para recuperar al verdadero Eric mientras la barrera empieza a contraerse. Eric llama a su exnovia para comprometerse a quedarse en Fleetwood, acabando con los efectos de los escombros. Mientras tanto, Bryan se entera de que la CIA y el MI6 planean exhumar el cuerpo de Jones, mientras Finola intenta reconciliarse con su hermana Dee.                                                                       |                                 |                   |                                        |                           |                      |
| 3 | «Solar Winds»                   | Rebecca Rodriguez | J. H. Wyman                            | 15 de marzo de 2021       | 3,27                 |
| Un trabajador de servicios públicos en Millersburg (Ohio), descubre un extraño objeto que, estudiando la obra de George Jones, Bryan identifica como un portal a otra dimensión; el equipo se entera de que una adolescente desaparecida, Nicole, ha estado atrapada en su interior desde su desaparición en 2019. Mientras intentan descubrir una forma de abrir el portal, Maddox, el controlador de Bryan, se reúne con su homólogo ruso para discutir un proyecto secreto entre varias naciones para realizar ingeniería inversa en los restos. El equipo consigue finalmente comunicarse con Nicole trayendo a su padre Richard, pero el portal sigue cerrándose antes de que puedan sacarla. Finola y Bryan localizan unos escombros cercanos, que poco a poco se van quedando sin energía para mantener el portal. Después de que Finola improvise una solución utilizando un trozo de escombro para perforar el portal, éste libera a Nicole junto con otra docena de personas, algunas de las cuales estuvieron atrapadas durante décadas. Finola se pregunta si los lazos emocionales que compartían con sus seres queridos desaparecidos es lo que les mantuvo con vida. La CIA exhuma los restos de Jones en Londres y, a través de las imágenes de vigilancia del día de su muerte, se da cuenta de que un doble del cuerpo fue enterrado en su lugar.                                   |                                 |                   |                                        |                           |                      |
| 4 | «In Universe»                   | Karen Gaviola     | Kyle Lierman & Ryan Wagner             | 22 de marzo de 2021       | 2,77                 |
| Un trozo de escombro comienza a terraformar la zona que rodea a una granja del Medio Oeste, provocando que un grupo de campesinos emigrantes mute de forma que respiren cloro en lugar de oxígeno, por lo que morirán si intentan marcharse. Bryan y Finola localizan a Efram, un hombre con familiares en la granja, y analizan su sangre en busca de ideas para salvar a los trabajadores. Al final, se toma la decisión de retirar los escombros cuando empiezan a extenderse sin control, aunque esto signifique que los trabajadores morirán. Finola sugiere entonces utilizar otro trozo de escombro para ponerlos en animación suspendida hasta que se encuentre una cura. Bryan la convence de que no comparta la verdad con Efram, argumentando que hacerlo sólo complicará la situación. El MI6 se pone en contacto con Finola y se entera de que no sólo su padre sigue vivo, sino que Bryan lo sabía y le ocultó deliberadamente la verdad. Ella libera a Efram, que se deja mutar para poder reunirse con su familia. Bryan se siente molesto por esto e intenta pedirle a Finola que le explique por qué hizo lo que hizo. Finola, incapaz de confiar en él, simplemente se marcha. |                                 |                   |                                        |                           |                      |
| 5 | «Earthshine»                    | Rebecca Rodriguez | Tracy Bellomo & Tiffany Shaw Ho        | 29 de marzo de 2021       | 2,61                 |
| Un grupo extremista conocido sólo como Influx está relacionado con un incidente en Nueva Jersey que implica la desaparición de un autobús a través de un agujero de gusano; el grupo planea recrear esto a una escala mucho mayor en el corazón de la ciudad de Nueva York, y Bryan y Finola sólo tienen dos horas para detenerlos. Bryan sugiere que un archivo de vídeo de un incidente en China podría ayudar, pero el archivo ha sido borrado y Priya, la encargada de Finola, tiene que enviar una copia física. Cuando llega, el mensajero le advierte que no debe confiar en Priya. Al ver el vídeo, el equipo se da cuenta de que para abrir el agujero de gusano se necesitan dos puntos de convergencia, y se divide en escuadrones para buscar en todos los lugares posibles. Sin embargo, para cuando encuentran las piezas, ya están casi cargados y listos para abrir el agujero de gusano. Bryan, con la ayuda de un colega herido, realiza un procedimiento de cierre para desestabilizar la conexión justo a tiempo mientras Finola ayuda a detener a uno de los líderes de Influx, con la esperanza de que sepa algo sobre su padre. Después, rechaza una llamada de Priya y en su lugar ve un fragmento de una canción que solía cantar con su hermana. Sin que ella lo sepa, el cautivo empieza a cantar la misma canción.                                                        |                                 |                   |                                        |                           |                      |
| 6 | «Supernova»                     | Rebecca Rodriguez | Tracy Bellomo & Tiffany Shaw Ho        | 5 de abril de 2021        | 2,43                 |
| El equipo investiga una serie de personas mayores desaparecidas en la zona rural de Tennessee, que al principio parecen ser secuestros. Sin embargo, rápidamente se pone de manifiesto que los desaparecidos han acudido por voluntad propia y han conseguido alcanzar una forma de juventud eterna utilizando un trozo de escombro. Bryan decide finalmente romper la confidencialidad y revelar a Finola hasta qué punto la ha engañado. Finola, a su vez, empieza a darse cuenta de que Priya también la ha estado manipulando. El hombre que transportaba los escombros es identificado como Kurt Cox, que se niega obstinadamente a entregarlos hasta que su esposa Clara, agobiada por la culpa, le convence de que abandone los escombros y se suicide con ella saltando por un acantilado. Los restos se recuperan y los seguidores de Kurt son trasladados a un centro para vivir el resto de sus vidas. Maddox intercambia con los rusos una parte de los escombros, aparentemente por motivos personales. Durante el viaje, Finola intenta convencer a Bryan de que trabaje contra Maddox, argumentando que no pueden confiar en nadie más que en ellos mismos. Bryan se muestra reacio, ya que Maddox le salvó la vida en una ocasión, pero le dice a Finola que está siendo vigilada por la CIA.                                                                                         |                                 |                   |                                        |                           |                      |
| 7 | «You Can Call Her Caroline»     | Tim Southam       | Samantha Corbin-Miller & Tracy Bellomo | 12 de abril de 2021       | 2,62                 |
| 8 | «Spaceman»                      | Clare Kilner      | J. H. Wyman                            | 19 de abril de 2021       | 2,51                 |
| 9 | «Do You Know Icarus?»           | Padraic McKinley  | J. H. Wyman & Ryan Wagner              | 26 de abril de 2021       | 2,60                 |
| 10 | «I Am Icarus»                   | Padraic McKinley  | J. H. Wyman & Kyle Lierman             | 3 de mayo de 2021         | 2,52                 |
| 11 | «Asalah»                        | Eagle Egilsson    | J. H. Wyman & Ryan Wagner              | 10 de mayo de 2021        | 2,43                 |
| 12 | «A Message from Ground Control» | Brad Anderson     | Glen Whitman & Kyle Lierman            | 17 de mayo de 2021        | 2,32                 |
| 13 | «Celestial Body»                | Eagle Egilsson    | J. H. Wyman                            | 24 de mayo de 2021        | 2,43                 |

## Producción

### Desarrollo
El 11 de enero de 2020, NBC ordenó la producción del piloto de la serie, el mismo día también se anunció que Jason Hoffs se uniría a J.H. Wyman como coproductor ejecutivo. El 29 de junio de 2020, NBC ordenó la producción de la serie. La serie se estrenará el 1 de marzo de 2021.

### Casting
El 11 de febrero de 2020, se anunció que Jonathan Tucker se había unido al elenco principal de la serie, interpretando a Bryan Beneventi. Días después, se anunció que Riann Steele y Norbert Leo Butz se había unido al elenco principal de la serie, interpretando a Finola Jones y Craig Maddox respectivamente. El 20 de octubre de 2020, se anunció que Anjali Jay se había unido al elenco recurrente de la serie. El 18 de diciembre de 2020, se anunció que Gabrielle Ryan se había unido al elenco recurrente de la serie.

### Rodaje
La serie tuvo uno de los pocos pilotos que pudieron completar la mayor parte del rodaje antes de que se suspendiera la producción en todo Estados Unidos debido a la pandemia por COVID-19. El rodaje del resto de la primera temporada comenzó el 2 de noviembre de 2020 y está previsto que concluya el 5 de abril de 2021 en Vancouver (Columbia Británica).